# Ферентилло (герцогство)
Герцогство Ферентилло (итал. Ducato di Ferentillo) — небольшой феод в составе Папской области, пожалованный семье Чибо в 1484 году. Первоначально было создано как графство, но в 1619 году папа Павел V возвел его в ранг герцогства.

## История

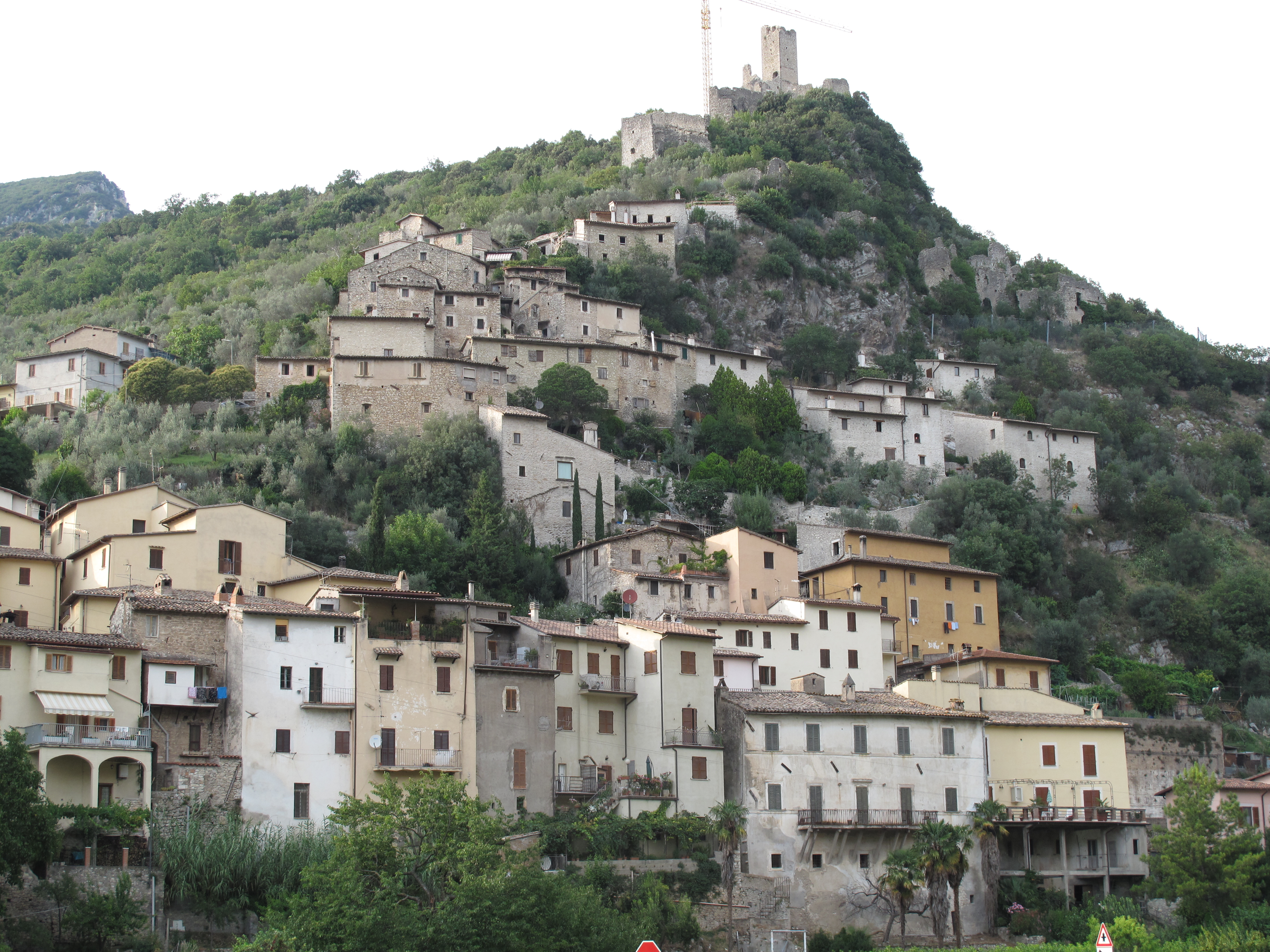
Вид на Ферентилло

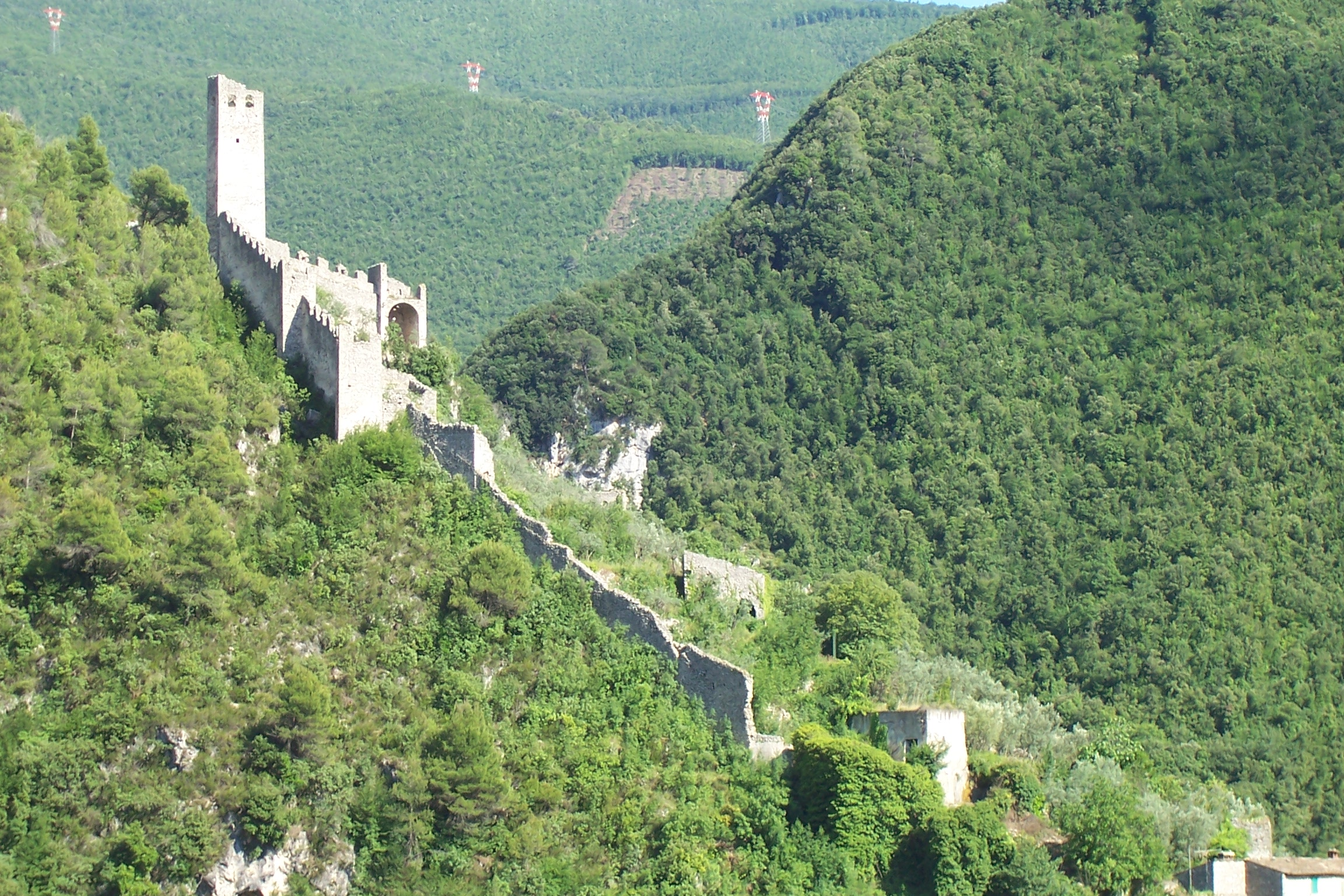
крепость Пречето

Ферентилло расположенный в трудно проходимой и гористой местности Вальнерина (ит., долина реки Нера), но вдоль древней дороги ведущей в Рим, был вотчиной семьи Чибо, которая с 1484 года являлась феодалом восьми замков, входящих в его состав. Франческетто Чибо (1450—1519 гг.), внебрачный, но узаконенный сын папы Иннокентия VIII, получил эту территорию в управление из Рима, где он занимал несколько важных постов, в том числе генерал-капитана церкви. Франческетто был также назначен правителем аббатства Сан Пьетро ин Валле близ Ферентилло. Он женился на Маддалене Медичи, дочери Лоренцо Великолепного и сестры Папы Льва X. Среди его детей были Катерина, герцогиня-регентша Камерино, и Лоренцо. После смерти отца он сменил его в Ферентилло женился на Риччарде Маласпине, маркизе Масса: их род положил начало ветви Чибо-Маласпина, которая угасла в 1790 г. с герцогиней Марией Терезой
Лоренцо почти всегда жил в Риме, вызвал гнев своей жены, которая решила его сорегентства над Массой и Каррарой. Он почти забыл о графстве в Ферентилло, которым управлял его регент. Он вспоминает о нем только когда ему приходится обложить его жителей налогом, чтобы сделать роскошный подарок своей сестре Катерине, которая проезжает через него по пути в Камерино, где она должна выйти за Джованни Мария да Варано.
В 1549 г. смерть отца Лоренцо и предшествовавшая ей трагическая гибель брата Джулио I, а затем и Ричарда способствовали передаче всех семейных владений Альберико I Чибо-Маласпина, способному и дальновидному человеку, который находил время думать и о Ферентилло: 23 июля 1619 г. папа Павел V даровал ему титул герцога. Новый правитель превратил деревню в подлинную территориальную единицу, автономную от папской области и от агрессивных правителей Сполето, приказывал построить новые церкви и дворцы.
После смерти Альберико в 1623 году его сменили пять других правителей рода Чибо-Маласпины, которые не заботились о Ферентилло. В 1730 году Альдерано I продал доставшийся ему по наследству феод за 16 500 папских золотых скудо дворянину Никколо Бенедетти из Сполето, графу Кастель-ди-Пьеро, от которого его унаследовал.

## Правители Ферентилло[5]
| Портрет | Титул        | Имя                         | Начало правления          | Конец правления          |
| ------- | ------------ | --------------------------- | ------------------------- | ------------------------ |
|         | Граф         | Франческетто Чибо           | 1484                      | 1519                     |
|         | Граф         | Лоренцо Чибо                | 1519                      | 1549                     |
|         | Граф, герцог | Альберико I Чибо-Маласпина  | 1549 (Граф) 1619 (Герцог) | 1619 (Граф) 1623(Герцог) |
|         | Герцог       | Карло I Чибо-Маласпина      | 1662                      | 1690                     |
|         | Герцог       | Альберико II Чибо-Маласпина | 1690                      | 1710                     |
|         | Герцог       | Карло II Чибо-Маласпина     | 1710                      | 1715                     |
|         | Герцог       | Альдерано I Чибо-Маласпина  | 1715                      | 1730                     |